# Filmtheaterbetriebe Georg Reiss

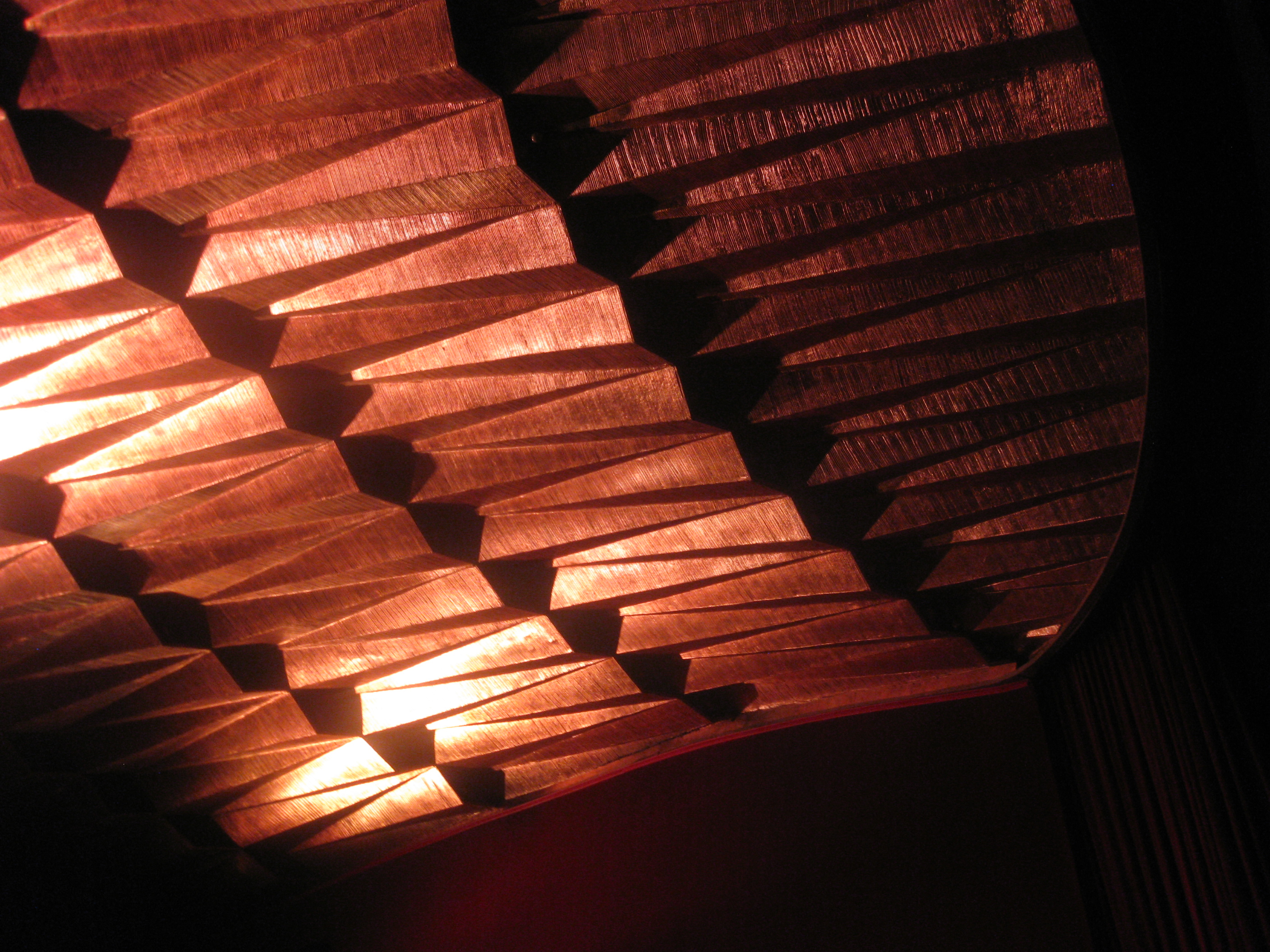
Deckengestaltung des Kaskade-Kinos

Filmtheaterbetriebe Georg Reiss (auch: Reiss Filmbetriebe) waren ein Kasseler Unternehmen, das Kinogebäude, Hotels und Restaurantobjekte besaß und betrieb. Die Gesellschaft wurde 2011 vom Sohn des Unternehmerehepaares Georg und Rosa Reiss - Peter Reiss aufgelöst. Lediglich ein Teil der Immobilien befindet sich noch im Besitz der Familie Reiss.

## Geschichte
Die Ursprünge liegen in den 1930er Jahren, in denen Georg Reiss (* 4. Februar 1896; † 18. Oktober 1974) aus Oberfranken in Kassel gastronomische Betriebe und später das Hotel Kaiserhof betrieb. Bekanntere Lokale seiner Kette waren das Oberbayern und das Café Reiß sowie die Mathäser Bierstadt in München sowie das Löwenbräuzelt auf dem Münchner Oktoberfest. Auch das Engagement auf der Messe Hannover war prägend für das Unternehmerehepaar Reiss.
Das 1948 wieder aufgebaute Café Reiß ließ Georg Reiss 1953 durch das Cinema-Filmtheater ersetzen. Allgemein wuchs das Unternehmen in den 1950er Jahren vornehmlich durch den Neubau von Kinos. Viele Gebäude waren von Paul Bode entworfen und zeichneten sich durch eine aufwendige architektonische und technische Ausstattung aus. Im Portfolio des Unternehmens befanden sich über 50 Kinos, schwerpunktmäßig im Süden Deutschlands, darunter das Kaskade in Kassel und der Mathäser-Filmpalast in München sowie das Hotel Reiss.
Das Unternehmen besaß zeitweise jahrelang das Kino-Monopol in Mainz, Offenbach und Worms, wo er die zeittypischen, von Heinz Riech erfundenen Schachtelkinos aufbaute und pflegte. In München gehörten seit den 60er Jahren der Mathäser-Filmpalast, das Marmorhaus in Schwabing sowie der Gloria Palast am Stachus zu den Filmtheatherbetrieben Reiss. Nach dem ersten Niedergang der Kinos wurde mit 15 Kinos 1970 noch ein Umsatz von 15 Millionen Euro erzielt. Um 2000 begann ein zweiter Niedergang durch das aufkommen standardisierter Multiplex-Kinos anderer Anbieter; viele Objekte von Reiss mussten schließen, so etwa das Kaskade & Bambi, andere überlebten als Programmkinos.

## Mathäser Bierstadt und Löwenbräu
1957 eröffnete die Mathäser Bierstadt nach einer totalen Zerstörung des alten Gebäudekomplexes in der Bayerstrasse mit Georg und Rosa Reiss als Pächter wieder. 1958 war der Mathäser durch die Betreiber- und Pächterfamilie Reiss mit dem Restaurant Oberbayern auf der Weltausstellung in Brüssel vertreten. In den folgenden knapp 40 Jahren erlebte die Bierstadt viele rauschende Feste unter anderem den Deutschen Filmball. 1968 folgte forciert durch die Löwenbräu AG das Engagement der Familie Reiss im deutschen Pavilion „Restaurant Bavarois“ auf dem Gelände der Weltausstellung in Montreal. 1969 wurde in Montreal von Sohn Jochen Reiss die Dependance „Petit Munich“ eröffnet, die Ende der 1980er Jahre vom Sohn auch wieder verkauft wurde.

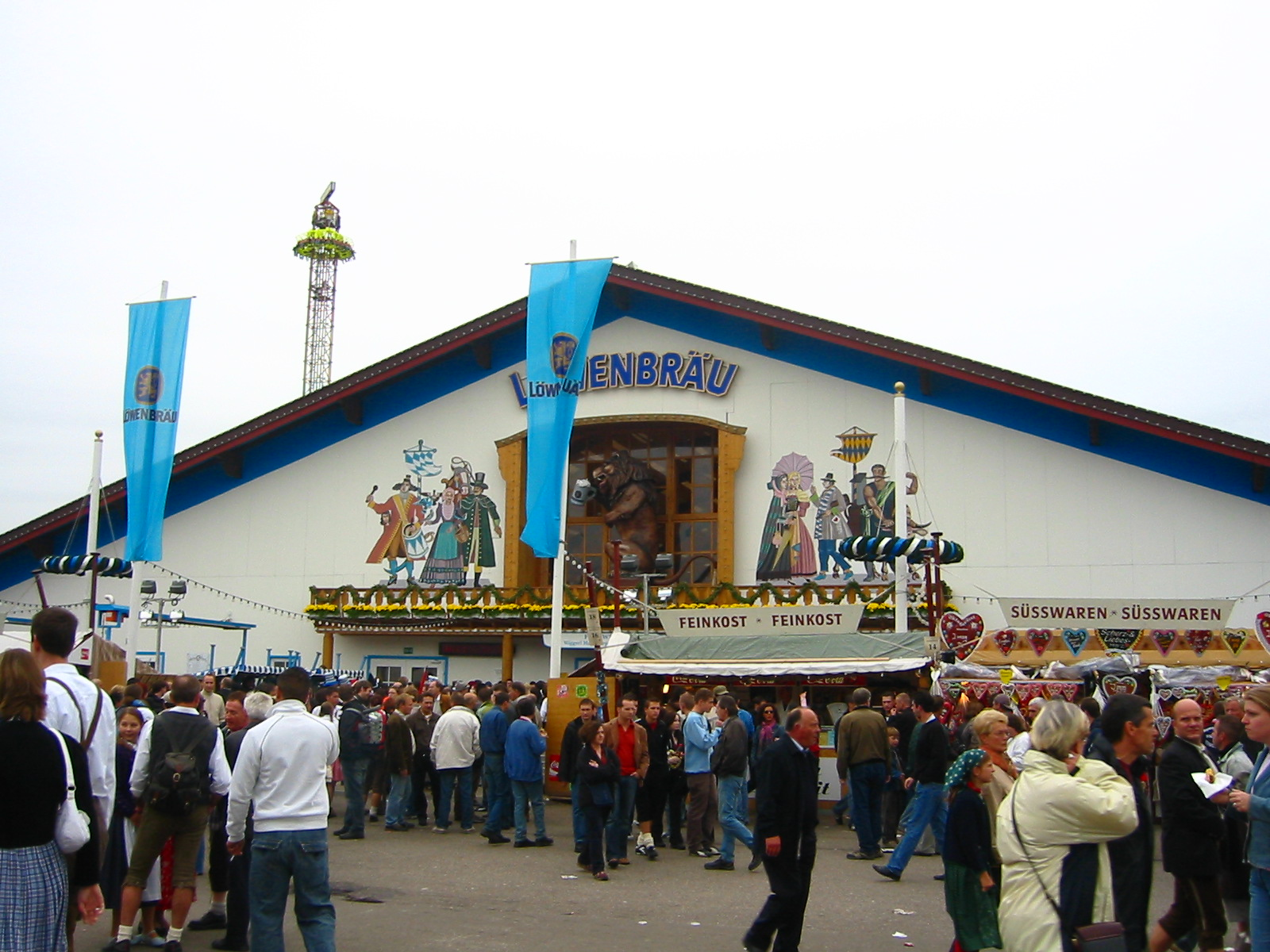
Löwenbräuzelt auf dem Münchner Oktoberfest

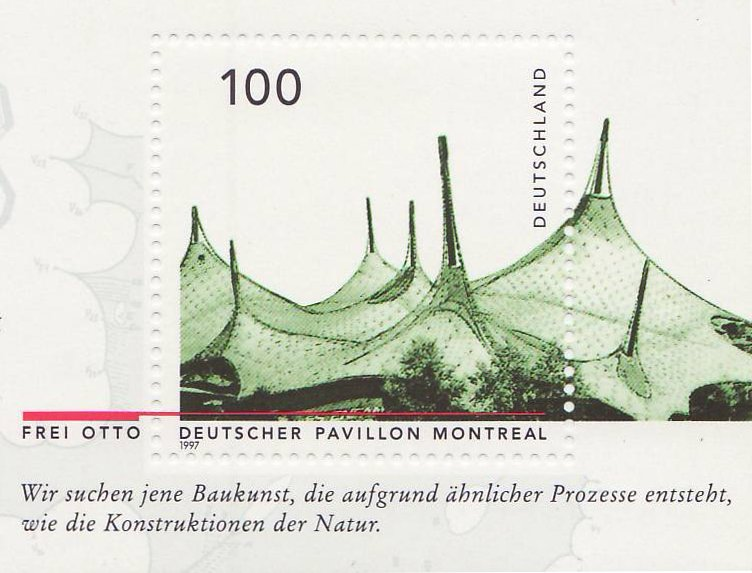
Der deutsche Pavillon in Montreal in dem sich das Restaurant Bavarois befand